# مسرح ألكسندرنسكي
مسرح ألكسندرنسكي (بالروسية: Александринский театр) هو مسرح في مدينة سانت بطرسبورغ في شمال روسيا.